# ナイトメア 2003-2005 シングル・コレクション
『ナイトメア 2003-2005 シングル・コレクション』は、2008年1月30日に発売されたナイトメアのベスト・アルバム。

## 概要
メジャー・デビュー・シングル「- Believe -」から8枚目のシングル「livEVIL」まで、クラウン時代のシングルをリマスタリング・コンパイルしたベスト・アルバム。

## Disc.1 (CD)
1. - Believe -
2. 茜
3. HATE
4. Over
5. Varuna
6. 東京傷年
7. シアン
8. 時分ノ花
9. Яaven Loud speeeaker
10. livEVIL
11. 13th
12. muzzle,muzzle,muzzle
13. to for
14. Flora
15. ジャイアニズム誤
16. トロイメライ
17. 月の光、うつつの夢
18. 惰性ブギー
19. ナヅキ
20. メアリー

## Disc2 (DVD)
1. - Believe -
2. 茜
3. HATE
4. Over
5. Varuna
6. 東京傷年
7. シアン
8. 時分ノ花
9. Яaven Loud speeeaker
10. livEVIL
11. love tripper (ボーナストラック)
12. dogma　(ボーナストラック)
13. バックスストリートチルドレン (ボーナストラック)